# Ортодонтопсис Бардунова
Ортодонтопсис Бардунова (лат. Orthodontopsis bardunovii) — вид листостебельных мхов рода Ортодонтопсис (Orthodontopsis) семейства Бриевые (Bryaceae). Растение впервые описано в 1992 году ботаниками М. Игнатовым и Б. Ч. Таном.
Назван в честь российского бриолога Леонида Васильевича Бардунова.

## Распространение
Считается эндемиком России. Обнаружен в Сибири: в Алтайских и Западных Саянских горах. Сообщается также о произрастании вида на западе (севере?) Монголии.
Растёт в кедровых и лиственничных лесах, на участке площадью менее 500 км².

## Описание
Ближайший родственник — Orthodontopsis lignicola.
Многолетнее растение зелёного цвета, до 1 см высотой. Растёт на валежной древесине, дуплах старых деревьев, пнях.

## Замечания по охране
В 2000 году Ортодонтопсис Бардунова получил статус «endangered» («вымирающий») согласно классификации Международного союза охраны природы. Внесён в Красную книгу России.
Главные угрозы для вида — вырубка лесов, лесные пожары, использование валежника местными жителями и туристами в качестве топливного материала (дров).